# Prym Group

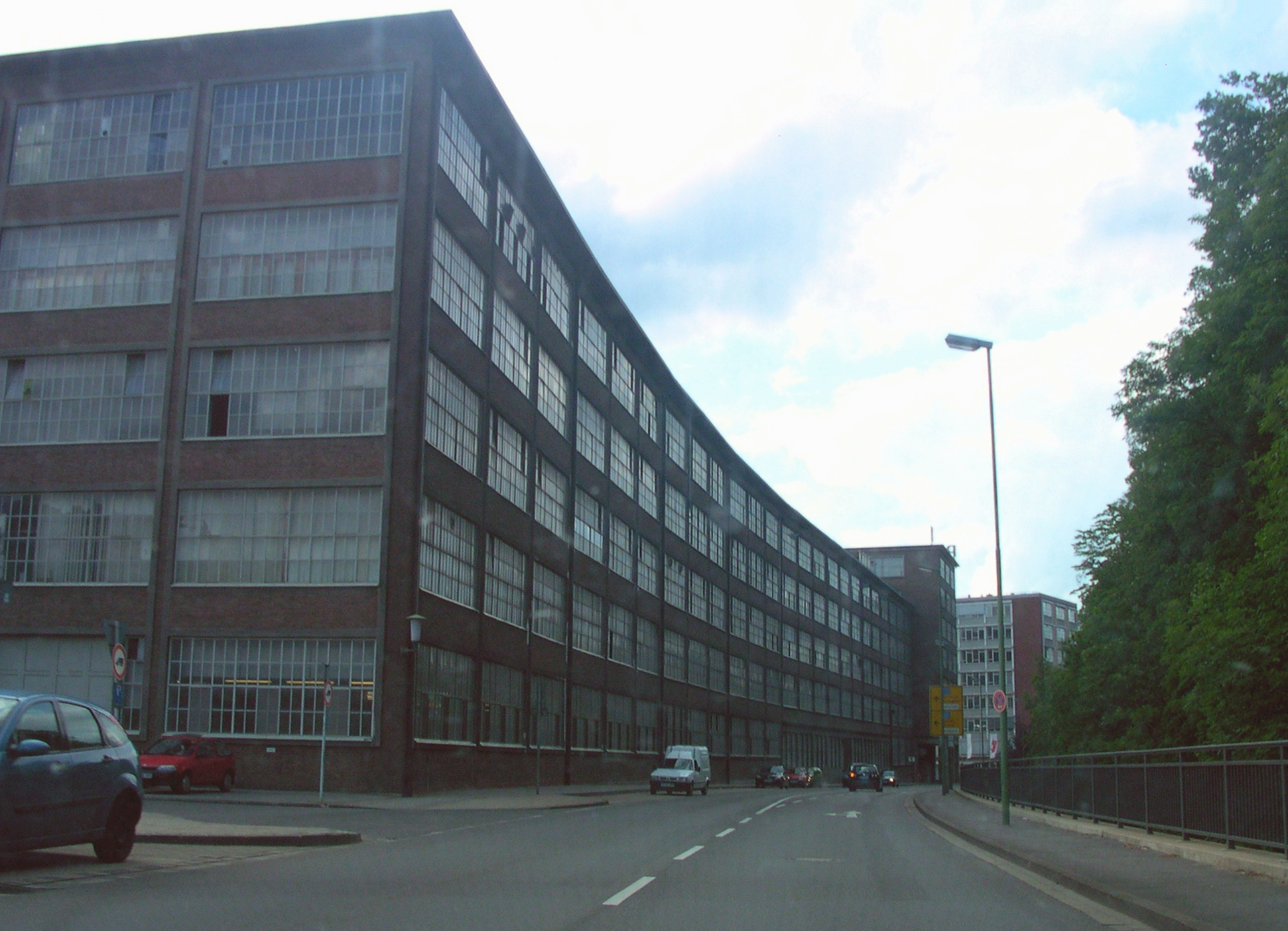
Prym-Werk in Zweifallerstraße a Stolberg

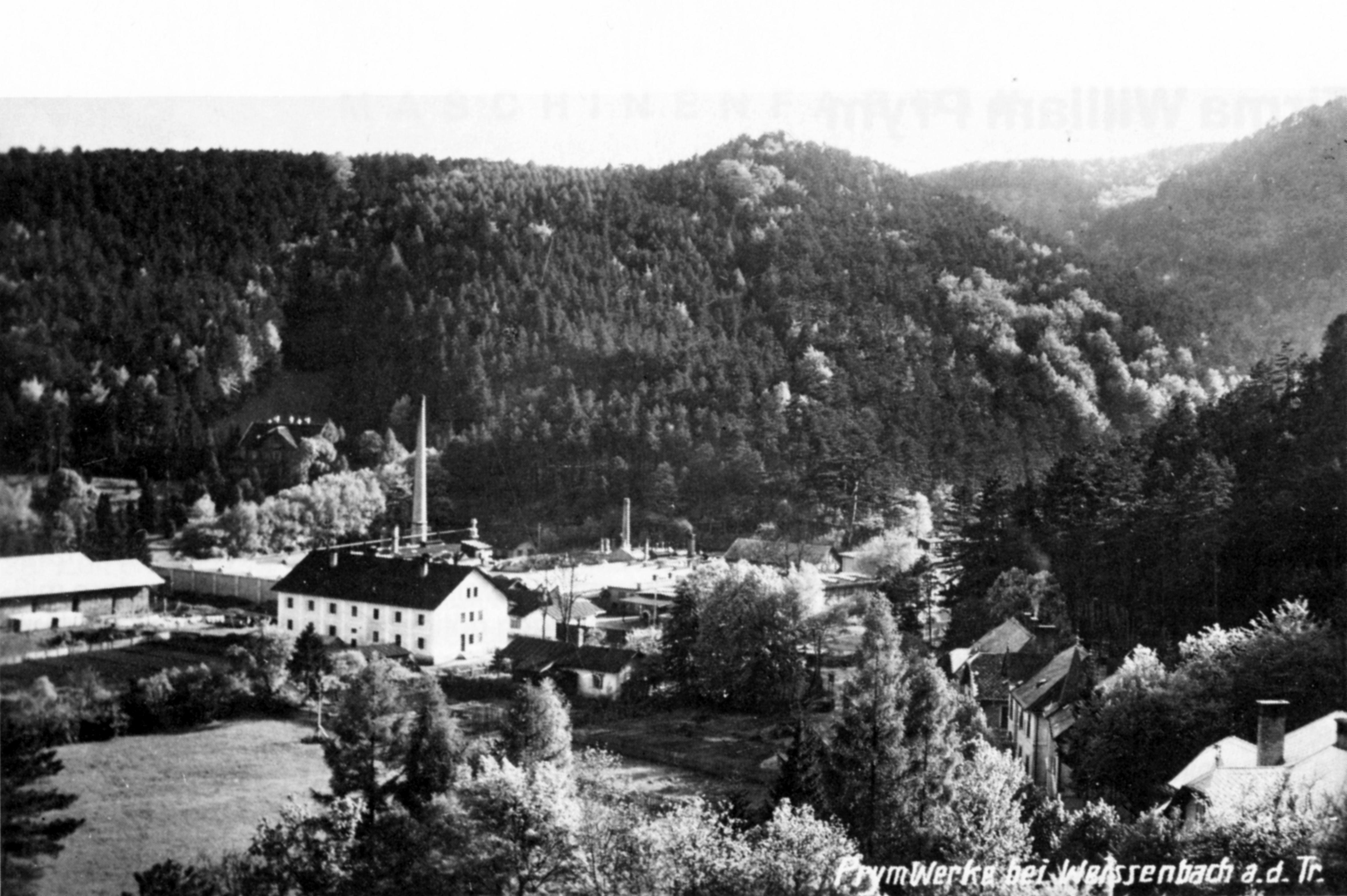
Weissenbach an der Triesting, William Prym nel 1908

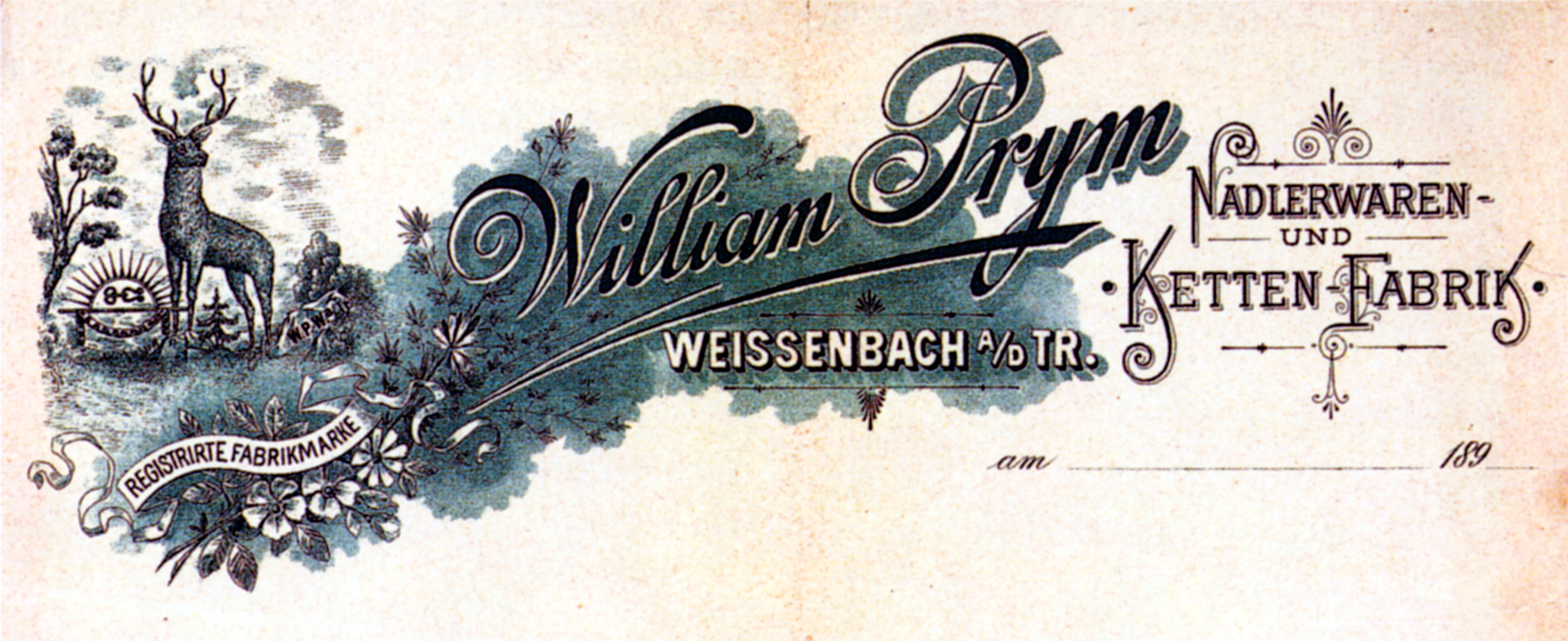
Weissenbach an der Triesting, William Prym Nadlerwaren- und Ketten-Fabrik, Briefkopf, 1894

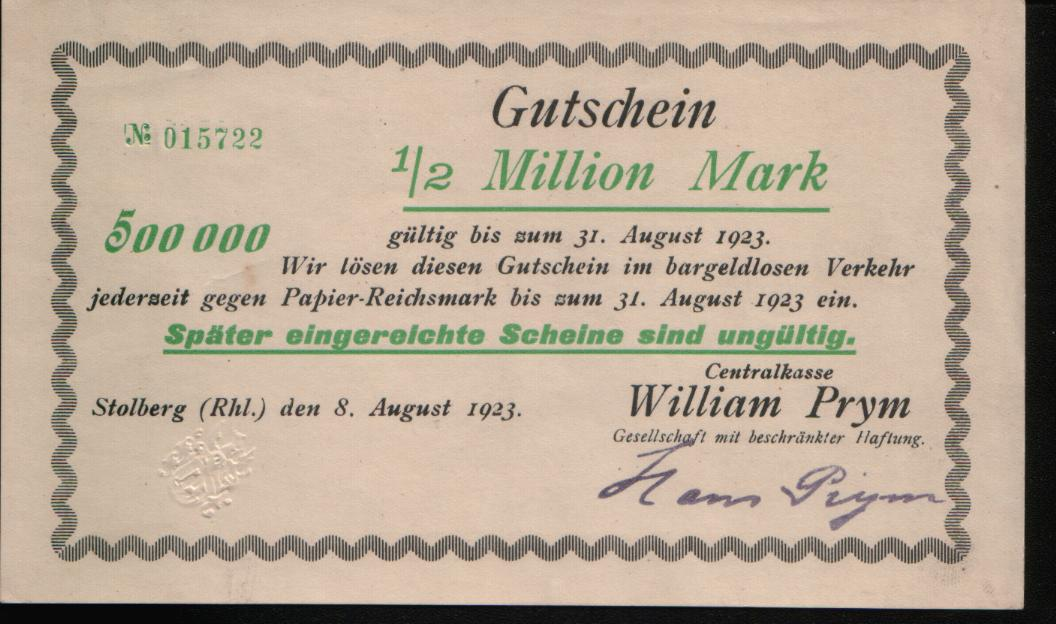
Azione societaria Prym, Stolberg, di Hans Prym,
8 agosto 1923

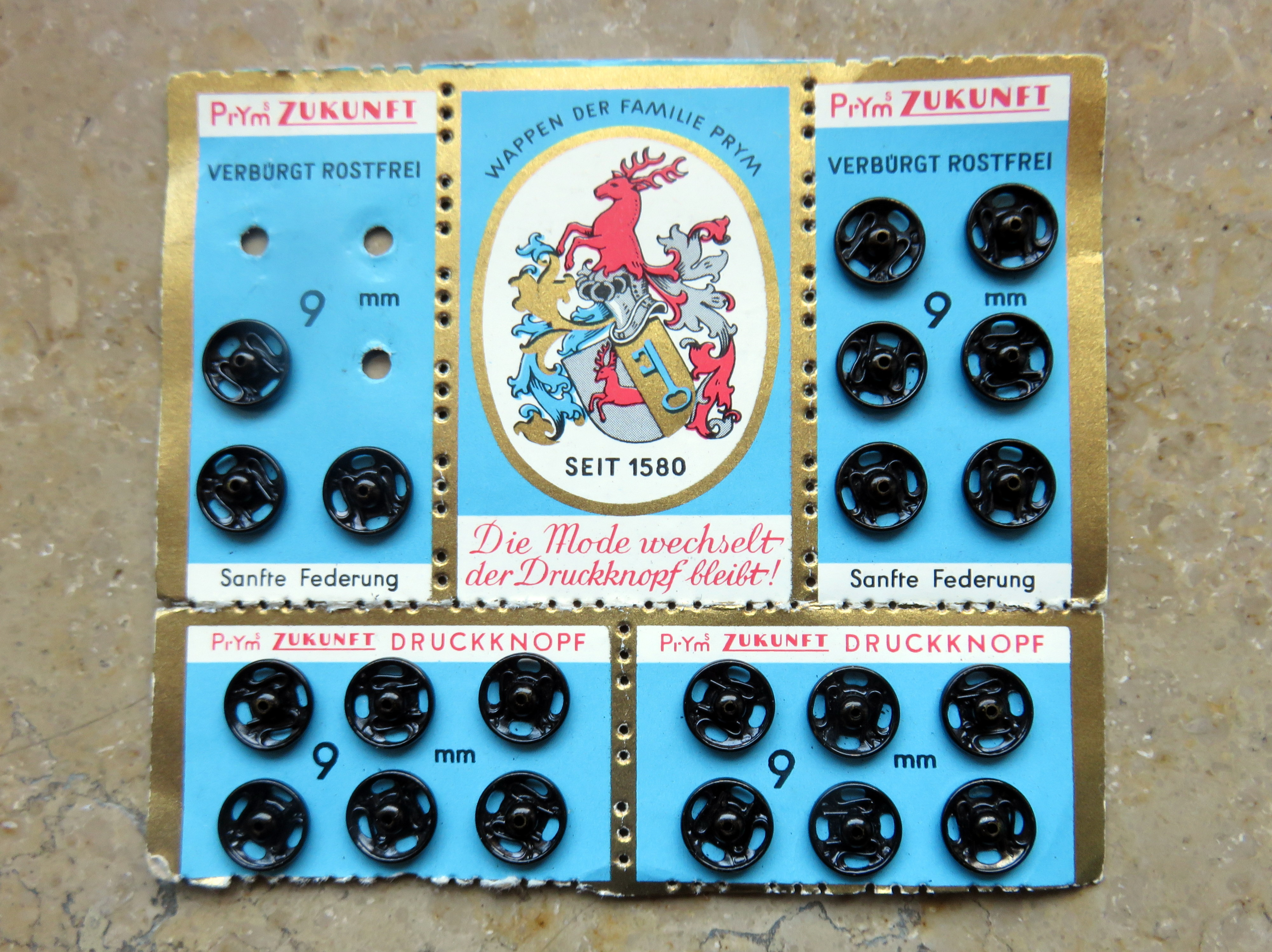
Vecchio bottone a pressione „Pryms Zukunft“

La Prym Group è la più antica società a conduzione familiare della Germania. La sede è a Stolberg (Rhld.), Nordrhein-Westfalen. Produce accessori per l'industria manifatturiera come bottoni a pressione, cerniere lampo, e accessori vari per il confezionamento di tessuti e pelli.

## Storia
L'azienda venne fondata nel 1530 dal fabbro Wilhelm Prym (1490–1561) a Aquisgrana per la produzione di coltelli e oggetti in rame. Nel 1642 la famiglia passò dal protestantesimo al cattolicesimo al tempo del Aachener Religionsunruhen nelle Corporazioni delle arti e mestieri e Christian Prym (1614–1683), come altre famiglie note Amya, Hoesch, Peltzer, Schleicher, Lynen, von Asten e altre, che si stabilirono a Stolberg.
Nel XIX secolo diminuì l'importanza della manifattura delle coltelleria a Stolberg. Dal 1859 William Prym (1811–1883) e il figlio Gustav Wilhelm (1839–1916) iniziarono a produrre articoli per merceria, come aghi, bottoni e altro.
Nel 1887 viene aperta la fabbrica di Weissenbach an der Triesting, Austria e nel 1888 a Stolberg.
Nel 1903 nasce il prodotto „Prym's Zukunft“ inventato da Heribert Bauer nel 1885, il bottone a pressione.
Nel secondo dopoguerra fino al 1955 la fabbrica di Weissenbacher fu sotto il controllo sovietico USIA, poi sotto lo Stato austriaco. Nel 1960 vennenuovamente acquisita dalla famiglia Prym.
Nel 1970 i dipendenti del gruppo furono 4.000. Nel 1972 viene fondata la Prymetall, per la lavorazione del rame e la Wieland-Werke Schwermetall Halbzeug GmbH.
Nel 1978 vieneacquisita la Newey Goodman, britannica, produttrice di aghi.
Nel 1986 viene preso il 25% della Inovan, produttrice di elettromeccanica. Dal 1994 diventa al 100% della William Prym GmbH.
Nel 1988 viene comprata la Schaeffer GmbH, produttrice di bottoni a pressione, e poi la americana Dritz. Nel 1992 viene acquisita l'italiana Fiocchi Snaps.
Dopo la vendita strategicamente importante di Prymetall (azienda leader nella produzione di semilavorati di leghe di rame e rame), l'azienda come holding è suddivisa in tre settori indipendenti con numerose filiali sia in Germania che all'estero: Prym Consumer (accessori per cucire e ricamare), Prym Fashion (sistemi di fissaggio e accessori) e Prymtec (componenti a contatto ed elettronici). A dicembre 2020, i membri della famiglia Prym sono ancora coinvolti nella gestione dell'azienda.

## Controversie
La Commissione europea mise sotto indagine il gruppo per un cartello commerciale messo in atto assieme a Coats Group e YKK, dal 1977 al 2003. e nel 2004 vennero multate per 30 milioni di euro per un cartello dal 1994 al 1999 nel mercato degli aghi, e nel 2007 venne ridotta la multa a 20 milioni di euro.